# Бой в бухте Пакоча
Бой в бухте Пако́ча (исп. Combate de Pacocha) произошёл 29 мая 1877 года возле города Ило (Перу) во время мятежа Николаса де Пьеролы против перуанского правительства Мариано Игнасио Прадо.
В мае 1877 года Николас де Пьерола, бывший министр финансов, инициировал попытку свержения тогдашнего президента Мариано Игнасио Прадо. В рамках этой попытки государственного переворота 6 мая двое его сторонников поднялись на борт «Уаскара» в порту Кальяо, в то время как капитан и старший офицер находились на берегу. Офицеры, оставшиеся на корабле, были участниками заговора и убедили команду присоединиться к их делу. Находясь теперь в руках повстанцев, «Уаскара» вышел в море. Другие перуанские военные корабли, находившиеся в порту, такие как «Атауальпа», находились в аварийном состоянии и не могли начать преследование.
Повстанцы использовали корабль для преследования коммерческих судов у Кальяо, главного торгового порта Перу. Однако после того, как они насильно захватила несколько британских торговых судов, британские власти, с разрешения и вознаграждения, предложенных перуанским правительством, направили два английских корабля: деревянный корвет «Аметист» водоизмещением 1970 т с экипажем 225 человек и флагманский корабль фрегат «Шах», водоизмещением 6250 т и с экипажем 600 человек, под командованием контр-адмирала Элжернона Фредерика Роу де Хорсея.
16 мая «Уаскара» появился в порту Антофагаста, в ту пору принадлежавшем Боливии, где забрал Николаса де Пьеролу и его окружение. 
Днем 29 мая два британских корабля заметили «Уаскар» недалеко от города Ило. Перуанец отказался спустить флаг, и бой начался в 15:06. «Шах» открыл огонь с расстояния примерно 1700 метров. «Уаскар» ответил. Два часа продолжалась артиллерийская дуэль маневрировавших кораблей. В ходе боя перуанские артиллеристы смогли лишь незначительно повредить такелаж фрегата. Англичане несколько раз попали в «Уаскар», но, благодаря мощной броне, тот не пострадал. В 15:14 англичане выпустили торпеду Уайтхеда, от которой «Уаскар» увернулся. Это было первое в истории применение торпеды в боевой обстановке. В 17:45 британский огонь прекратился, и «Уаскар» ушёл мимо Ило.
Ночью британцы снова попытались торпедировать своего противника, используя торпеды Уайтхеда, но «Уаскар» скрылся под покровом темноты.
Два дня спустя экипаж повстанцев был вынужден сдать свой корабль эскадре перуанских правительственных кораблей.